# PM model 1996 RATMIL
El Pistol Mitralieră model 1996 RATMIL (también llamada RATMIL model 96) es un subfusil accionado por retroceso, con culata plegable y de calibre 9 mm, que es utilizado por los gendarmes rumanos. Inicialmente desarrollado como el 9mm PM md. 96, el nombre del desarrollador, entonces RATMIL, fue agregado al nombre para distinguir el arma del subfusil PM model 1996 ASALT. 
El PM Md. 1996 RATMIL dispara el cartucho 9 x 19 Parabellum y es alimentado mediante cargadores rectos de 30 cartuchos. Dispara mediante el sistema de retroceso directo (blowback), con el cerrojo abierto. Posee un culatín plegable hacia el lado izquierdo. En el lado derecho del cajón de mecanismos se encuentra la palanca selectora, con tres posiciones: seguro, automático (disparo a ráfagas) y semiautomático (tiro a tiro). 